# 中本圭哉
中本 圭哉（なかもと けいや、NAKAMOTO Keiya、1989年10月25日 - ）は、日本のソフトテニス選手。ポジションは前衛。

## 来歴
広島県出身。向陽中学校ー音戸高校ー早稲田大学ーNTT西日本広島ー福井県庁。2010アジア競技大会が国際大会初代表。

## 四大国際大会戦績
- 2010アジア競技大会　シングルス銅メダル　ミックスダブルスベスト8（杉本瞳・中本圭哉）　国別対抗団体戦銀メダル
- 2011世界ソフトテニス選手権　ダブルス金メダル（菅野創世・中本圭哉）ミックスダブルス銅メダル（杉本瞳・中本圭哉）　国別対抗団体戦銀メダル
- 2012アジアソフトテニス選手権　ミックスダブルス金メダル（小林奈央・中本圭哉）　国別対抗団体戦金メダル
- 2014アジア競技大会　ダブルスベスト８（桂拓也・中本圭哉）ミックスダブルスベスト8（小林奈央・中本圭哉）　国別対抗団体戦銀メダル
- 2019世界ソフトテニス選手権　ダブルスベスト8（鈴木琢己・中本圭哉）　国別対抗団体戦金メダル